# Lac-du-Taureau
Das gemeindefreie Gebiet (Territoire non organisé) Lac-du-Taureau ist Teil der regionalen Grafschaftsgemeinde Matawinie in der Verwaltungsregion Lanaudière in Québec (Kanada).
Im Regionalpark Parc régional du Lac Taureau liegt der Stausee Réservoir Taureau mit einer Fläche von 95 km², 54 Inseln und 31,7 Kilometer Uferlinie.
Der Rivière Matawin wird durch den 1925–1931 errichteten, 720 m langen und 26 m hohen Damm Barrage Matawin aufgestaut. Der Stausee hat ein Volumen von 348.000.000 m³, das Einzugsgebiet beträgt 4070 km².
Das Gebiet, zwei Autostunden von Montreal entfernt, wird zunehmend touristisch erschlossen.